# Kościół mariawitów w Kajewie
Kościół mariawitów w Kajewie – kościół, który znajdował się w Kajewie, w południowej części wsi, po wschodniej części szosy z Krośniewic do Włocławka. Stanowił siedzibę odrębnej parafii mariawickiej pw. Wniebowzięcia Najświętszej Maryi Panny, później należał do parafii Kościoła Starokatolickiego Mariawitów w Nowej Sobótce. Rozebrany w latach 90. XX wieku.

## Historia
Mariawityzm w okolicy Krośniewic pojawił się dzięki duszpasterskiej działalności o. Czesława Marii Polikarpa Kahla, który w 1904 roku był wikariuszem parafii pw. Wniebowzięcia Najświętszej Maryi Panny w Krośniewicach, a także o. Jana Marii Michała Kowalskiego, proboszcza w parafii św. Mateusza Apostoła i św. Rocha w Starej Sobótce w latach 1905–1906. 
W roku 1906 uformowała się „Maryawicka Parafia Przenajświętszego Sakramentu w Krośniewicach” z siedzibą w Kajewie. Proboszczowie parafii rezydowali przy kościele parafialnym św. Mateusza i św. Rocha w Nowej Sobótce, obsługując ponadto mariawickie parafie w Sobótce, Mazewie i Grabowie. W roku 1909 obszarze rzymskokatolickiej parafii Krośniewice mariawici w liczbie 600 osób mieszkali w wioskach: Krzewie, Kajew, Ostrowy, Nowawieś, w folwarku Błonie i w samym miasteczku Krośniewice. W sąsiednich parafiach także mieszkali wyznawcy mariawityzmu, w Miłonicach było ich 60, w Imielnie 13, w Dzierzbicach 12 i w Kutnie kilkadziesiąt osób. Początkowo siedziba nowej parafii znajdowała się w kaplicy domowej u gospodarza Marcina Cichacza.  
W roku 1916 mariawicka parafia krośniewicka liczyła około pół tysiąca wiernych, z czego 384 wiernych uczęszczało na nabożeństwa do kaplicy domowej w Krajewie, a 115 do kaplicy domowej w Ostrowach. W kaplicach tych na stałe przechowywano Przenajświętszy Sakrament i odprawiano msze święte. Mimo znacznej liczby wiernych, mariawici na tym terenie doznawali silnych prześladowań, dochodziło nawet do aktów wandalizmu oraz profanacji kaplicy w Kajewie.
Mariawici z parafii krośniewickiej chowani byli na cmentarzu grzebalnym w Nowej Sobótce i przymierzali się do utworzenia własnego cmentarza.
Nie jest znana dokłada data wybudowania kościoła, z pewnością było to I ćwierćwiecze XX wieku. Świątynia wybudowana została tuż po odzyskaniu przez Polskę niepodległości w 1918 roku. Kościół usytuowano w południowej części wsi, po wschodniej części szosy z Krośniewic do Włocławka. Przy kościele znajdowała się bezpłatna ochronka prowadzona przez zakonnice ze Zgromadzenia Sióstr Mariawitek. Siostry mieszkały w pomieszczeniach znajdujących się na zapleczu świątyni. Prowadziły gospodarstwo rolne, ogród i sad, z czego utrzymywały swoją społeczną działalność. Społeczność mariawicka w Kajewie była wówczas bardzo prężna.  
Potężnym ciosem dla miejscowej społeczności było odejście proboszcza, ks. M. Gabriela Krakiewicza, do Kościoła rzymskokatolickiego w 1923 roku. W wyniku jego rekonwersji od mariawityzmu odstąpiła znaczna część parafian. Dane z tego roku podają 440 parafian z Kajewa i 120 z Ostrowów, co razem daje 560 wiernych krośniewickiej parafii mariawitów, pozostających pod opieką duszpasterską proboszcza o. Franciszka Marii Alojzego Gromulskiego.   
W roku 1928 na terenie gminy Krośniewice zdeklarowanych było 74 wyznawców mariawityzmu (w 1921 było ich 63). Jednakże wierni krośniewickiej parafii mariawitów, zamieszkiwali nie tylko gminę Krośniewice, ale przede wszystkim gminę Błonie, gdzie znajdował się kościół w Kajewie i kaplica w Ostrowach, a także gminy Łanięta i Dąbrowice oraz miasto powiatowe Kutno.  
W roku 1932 na proboszcza parafii została wybrana siostra kapłanka Maria Eliza Patora. Jednakże władze państwowe nie uznawały jej na tym stanowisku, podważając podpisywane przez nią dokumenty i akty stanu cywilnego. W wyniku tej formy represji prawnej, dokumenty były podpisywane przez kapłanów-mężczyzn posługujących przy parafii.  
Podczas rozłamu w mariawityzmie w 1935 roku większość parafian z Kajewa opowiedziała się za arcybiskupem Marią Michałem. Przez rok kościół był własnością strony felicjanowskiej, za którą opowiedziały się również miejscowe zakonnice: siostra kapłanka Maria Kajetana Suchenek i Maria Ludgarda Chmielewska. W 1936 roku kościół został przejęty przez stronę płocką i obsługiwany przez kapłanów z Nowej Sobótki. Mariawici felicjanowscy zostali zmuszeni do opuszczenia kościoła i modlili się w prywatnych domach swoich wyznawców. 
Przy kościele mieszkał także brat zakonny Maria Roch Pieczewski (ur. 10 sierpnia 1856), który zmarł w 1946 roku. Następnie przez pewien okres mieszkał tam również biskup Maria Szymon Bucholc. Ostatnim duszpasterzem posługującym w Kajewie był kapłan Wiktor Maria Lucjan Wierzbicki, który dojeżdżał z Nowej Sobótki, wówczas mieszkania przy kościele wynajmowane były prywatnym osobom. Ze względu na malejącą liczbę wiernych postanowiono zlikwidować odrębną krośniewicką parafię mariawicką w Kajewie i wcielono ją do parafii w Nowej Sobótce jako filię. Z czasem ostatni wyznawcy mariawityzmu odeszli, a kościół pozostał bezużyteczny i przeznaczono go na magazyn. W wyniku opuszczenia kościół niszczał i był systematycznie dewastowany, dlatego władze Kościoła Starokatolickiego Mariawitów w latach 90. XX wieku postanowiły go rozebrać, a działkę sprzedać. Cegłę z rozebranego kościoła przekazano na budowę nowego kościoła mariawickiego w Zgierzu, a na miejscu świątyni prywatny właściciel wybudował stację benzynową.
Duchowym spadkobiercą Krośniewickiej Parafii Maryawitów pw. Przenajświętszego Sakramentu jest Parafia Kościoła Starokatolickiego Mariawitów pw. św. Mateusza Apostoła i Ewangelisty i św. Rocha Wyznawcy w Nowej Sobótce, gdzie znajdują się księgi parafialne i inne pamiątki po wspólnocie mariawickiej w Kajewie. Od kwietnia 2016 w Kutnie odprawiane są nabożeństwa mariawickie w kościele ewangelicko-augsburskim, w sposób duchowy stanową one kontynuację parafii w Kajewie.

## Architektura
Kościół był orientowany, położony na linii wschód-zachód, murowany z czerwonej cegły, kryty dachówką ceramiczną zakładkową, w stylu neogotyckim. Budynek nie był tynkowany, jedynie części sterczyn otynkowano i pomalowano na biało. Fundamenty murowane z kamienia granitowego łamanego i cegły. Na szczycie frontu znajdowała się sygnaturka. Kościół przyozdobiono częściowo tynkowanymi sterczynami na narożnikach okapu. Elewacja frontowa osiowa, symetryczna, nietynkowana.
Wnętrze kościoła było otynkowane, składało się z nawy, chóru, prezbiterium, zakrystii i dwupoziomowych mieszkań przeznaczonych dla duchowieństwa. Budynek był podpiwniczony w częściach bocznych pod zakrystią. Rzut regularny symetryczny osiowy, w postaci dwóch prostokątów. Układ jednotraktowy, prezbiterium łącznie z zakrystią w układzie dwutraktowym. 

## Linki
- Historia parafii mariawickiej w Nowej Sobótce
- Oficjalna Strona Kościoła Starokatolickiego Mariawitów
- Strona Parafii Kościoła Starokatolickiego Mariawitów w Nowej Sobótce
- Funpage Parafii Kościoła Starokatolickiego Mariawitów w Nowej Sobótce na Facebooku
- Fotografie Kościoła mariawickiego w Kajewie